# پهلوان اکبر می‌میرد
پهلوان اکبر می‌میرد نخستین نمایشنامهٔ بلندِ بهرام بیضایی است، در چهار پرده، نوشته به سالِ ۱۳۴۲، که نخستین بار در پاییزِ ۱۳۴۴ در تالارِ ۲۵ شهریورِ تهران با بازی و کارگردانیِ عبّاس جوانمرد به نمایش درآمد.
نمایش داستانی همانندِ داستانِ پوریای ولی دارد: پهلوان اکبر، به قولِ موجزِ بهمن شعله‌ور، «جان خودش را به خاطر قولی که به پیرزنی داده بود فدا می‌کند.» در پردهٔ نخست پی‌می‌بَرد که حریفش، حیدر، دلدادهٔ دختری است که وصلتش با او مشروط به پیروزیِ حیدر در کُشتی با پهلوان اکبر است. پهلوان به مادرِ حریفش، بی آن که خود را به زن بشناساند، قول می‌دهد که حیدر نمی‌بازد. و سرانجام، پس از شبی دشوار که به اندیشه‌ها و دیدارها و می خوردن‌ها می‌گذرد، چنین نیز می‌شود؛ ولی نه در زمینِ کُشتی.
بیضایی خود این نمایشنامه را بر صحنه نبرده است؛ ولی نخستین اجرای همگانیِ آن در زمستانِ ۱۳۴۴ قبولِ چشم‌گیری یافت و محمّدرضا شاه را هم مجذوبِ تماشا کرد. قطعهٔ «نوایی نوایی» موسیقیِ برگزیده برای این نمایش بود که سپس‌تر آوازهٔ بلند یافت. احسان یارشاطر و آذر رهنما از ستایندگانِ این اثر بوده‌اند، و جلال آل احمد و اکبر رادی نکته‌هایی هم بدان گرفته‌اند. بنا بر یک روایت، از این اجرا فیلم نیز برداشته‌اند؛ اگرچه این خبر مشکوک است. همچنین قرار بود فیلمی از این نمایشنامه در سالِ ۱۳۴۹ ساخته شود که، سرانجام، نشد.

## داستان

### پردهٔ یک
نزدیکِ غروب پهلوان اکبر دلخوش و سرحال به دکّهٔ مِی‌فروش می‌آید و پیرزنی را نیز مویان و دعاکنان بر آستانِ سقّاخانه می‌بیند و سکّه‌ای نثارش می‌کند و می‌گذرد. مِی‌فروش به پیشواز می‌آید و با پهلوان درونِ دکّه می‌شوند. در همین حال سیاه‌پوشی از بنِ کوچه می‌گذرد. پهلوان جامی می‌زند – و بر آن است که بیش ننوشد – و زخمه‌ای به تار می‌زند. زن در قفلِ سقّاخانه چنگ زده و همچنان در راز و نیاز است. دو گزمه می‌گذرند و، به دیدنِ پهلوان در دکّه، دور می‌شوند. از قرار، فردا پهلوان با کسی کُشتی خواهد گرفت. پهلوان از دکّه بیرون می‌زند و می‌خواهد برود که، به دیدنِ حالِ زن، نزدیک می‌شود و دلجویی می‌کند. زن می‌گوید که پسرِ بزرگش را سال‌ها پیش در راهی گم کرده، و اکنون که جز پسر کوچک‌تر، یعنی پهلوان حیدر، کسی ندارد، حیدر و دخترِ خان بیک به هم دل بسته‌اند. از آنجا هم که حیدر و مادرش در این شهر تازه‌واردند، به حیدر دختر نمی‌دهند مگر پایگاهی یابد. اینک حیدر می‌خواهد با پهلوان اکبر کُشتی بگیرد و زمینش بزند و پهلوان شهر شود و مواجبِ حکومتی پیدا کند تا پایگاهش برازندهٔ خانوادهٔ دختر باشد و عروسی سربگیرد. و زن می‌ترسد که پسرش از پهلوان اکبر شکستِ سختی بخورد. پیداست که پیرزن پهلوان اکبر را نشناخته. اکبر – که خود در کودکی در راهی گم شده و در ایل با بیگانگان بزرگ شده و به دختری دل باخته و از بی‌کسی به دلدار نرسیده و داغش کرده‌اند – زن را دلداری می‌دهد که دعایش مستجاب است و پهلوان اکبر خود به زودی می‌میرد، زیرا سیاه‌پوشی در پیِ اوست که گه‌گاه خودش را نشان می‌دهد. دلداریِ پهلوان زن را آرام می‌کند. زن امیدوارتر از پیش می‌شود و سپاس می‌گزارد و می‌رود، بی آن که دانسته باشد با پهلوان اکبر سخن گفته‌است. احوالِ اکبر دگرگون می‌شود. او نمی‌خواهد میانِ دو جوانِ عاشق جدایی اندازد. از طرفی هم به نظر می‌رسد که بو برده که ممکن است حیدر برادرش باشد و پیرزن مادرش. از شکستِ صوری هم می‌اندیشد و از شرمگین به صحرا گریختن و به راهِ ایل رفتن. باز گزمه‌ها می‌گذرند و با پهلوان خوش‌وبش می‌کنند. مِی‌فروش از دکّه بیرون می‌آید و پهلوان را می‌بیند که نرفته. سیاه‌پوش می‌گذرد. پهلوان باز می می‌نوشد. کوری از راه می‌رسد و خوراکی از مِی‌فروش می‌گیرد و می‌خورد و به راهش می‌رود – او هم در انتظارِ کُشتی فرداست. پهلوان به یادِ ایل و دختری است که سال‌ها پیش می‌خواسته. مِی‌فروش می‌رود تا شراب بیاورد. دخترِ بزرگ‌زاده به سقّاخانه می‌رسد و دعا می‌کند که حیدر شکست نخورد تا به همدیگر برسند. اکبر، اندیشناک، می‌رود. مِی‌فروش شراب آورده، ولی پهلوان نیست. تنها دختر آنجاست که بر آستانِ سقّاخانه می‌موید.

پهلوان: یه چیزی بهت می‌گم گوش کن مادر؛ به همین زودی پهلوون اکبر می‌میره!
مادر: چی گفتین آقا؟
پهلوان: خیلی وقته که یه چیزی مثل سایه پشت سرشه – شاید یه مرد – شاید بهش پول دادن؛ هزار، دوهزار، پنج‌هزار اشرفی طلا! . . .

پهلوان اکبر می‌میرد، پردهٔ یک

### پردهٔ دو
حیدر در هشتیِ خانهٔ پیر است و گوش به سخنش دارد. پیر می‌خواهد او را از کُشتی پشیمان و روگردان کند، چراکه می‌گوید زورش به پهلوان اکبر نمی‌رسد؛ ولی حیدر می‌خواهد بختش را بیازماید، مگر به خواسته رسد. پیر از حیدر دل‌چرکین است، چرا که می‌ترسد او خیال داشته باشد که اگر پیروز شد، آنگاه که دامادِ خان بیک شد، آدمِ خان بیک نیز بشود و راهِ پهلوان اکبر را، که دستگیری از نیازمندان و مقاومت برابرِ اصحابِ زور بوده، پی‌نگیرد؛ ولی حیدر در این اندیشه‌ها نیست و فقط در اندیشهٔ وصال است. پهلوان اکبر می‌رسد و پیر او را دوستانه درود می‌کند و شراب می‌ریزد. حیدر پس‌می‌زند و به سلامتِ حریف نمی‌نوشد و با پهلوان اکبر به درشتی سخن می‌کند و پنجه در پنجه‌اش می‌افکند، ولی پیر آرامشان می‌کند، و، در ضمن، پهلوان پنجهٔ حیدر را می‌خواباند. شب شده و گزمه‌ها طبل خاموشی می‌زنند. حیدر پیر را درود می‌کند و می‌رود. پیر با پهلوان اکبر سخن می‌گوید. پهلوان اکبر از آنچه گذشته اندیشناک است، و پیر گمان می‌برد که شاید او نیز دل با دخترِ خان دارد. پهلوان اکبر سببِ ناآرامیِ خود را نمی‌گوید، و پیر به گمانِ خود دامن می‌زند که پهلوان اکبر به سببِ خاصّی پیِ عشقش نرفته. پهلوان به پیر می‌گوید که می‌خواهد شبانه به بیابان بزند و به دیارِ دیگری رود. پیر از این سخن ناخرسند است. ولی سببِ خیالاتِ اکبر نه ترس است، نه دوری جستن از شهری که دخترِ خان در اوست. پیر از او می‌خواهد که کین از دل بسترد و به کُشتی رود. او داستانِ پوریای ولی را بازگو می‌کند؛ و اکبر می‌پرسد که از کجا که پوریا خودش خودش را زمین زده باشد. پاسخی در کار نیست. پیر می‌گوید که اگر پهلوان اکبر از کُشتی تن‌بزند برایش دشنه‌ای می‌فرستد، که یعنی «برو بمیر!» سپس پهلوان را دلداری می‌دهد که دل از اندیشه بپردازد و زندگانی کند. سیاه‌پوش باز می‌گذرد. پهلوان اکبر پریشان برمی‌خیزد و می‌رود تا مگر سیاه‌پوش را بجوید.

### پردهٔ سه
نیمه‌شب است و پهلوان اکبر اندیشناک به کوچهٔ میکده برگشته. درِ دکّه را می‌زند. مِی‌فروش در می‌گشاید. احوالِ پهلوان منقلب است و مِی‌فروش فهمیده که پس از گفتگو با زنِ نیازگار چنین شده. پهلوان مِی می‌خواهد. او به ایل می‌اندیشد. مِی‌فروش می‌گوید که مردِ روغنگری آمده و پهلوان را پیشکشی آورده، زیرا پهلوان هفته‌ای به جای اسب مرده‌اش برایش کار کرده است. پهلوان نه حرف را می‌پذیرد، نه پیشکشی را. گبرِ مِی‌فروش و پهلوان از بیگانگیِ خویش در شهر می‌نالند. پهلوان می می‌خواهد. مِی‌فروش دریغ نمی‌کند، ولی او را بر حذر می‌دارد، مبادا در کُشتی کارش به تنگنا بکشد؛ ولی پهلوان از این نمی‌اندیشد. سپس می‌رود. جلوی سقّاخانه به خشم و عتاب راز و نیاز می‌کند و راهی می‌جوید. قدّاره‌اش را از خشم به زمین می‌کوبد. پس بر سکّوی سقاخانه می‌نشیند و به خواب می‌رود. دو گزمه پیدا می‌شوند و با هم به لودگی سخن می‌گویند؛ و پگاه که فرامی‌رسد، می‌روند پیِ کارشان. سیاه‌پوش تهِ کوی با قمهٔ آخته پیدا می‌شود. پهلوان بیدار می‌شود و یادِ ایل می‌کند. هنوز راهی پیدا نکرده و نمی‌داند چه باید کند. ناگهان از بیمِ سیاه‌پوش از جا می‌پرد. پهلوان خیال می‌کند که این سیاه‌پوش از هنگامی که وی بدین شهر آمده در تعقیبش بوده است. ردایش را می‌کَنَد و آمادهٔ نبرد می‌شود، ولی سیاه‌پوش ناپدید می‌شود. حواسِ پهلوان متوجّهِ بازوبندش می‌شود. درِ میکده را می‌کوبد، کیسهٔ پولی به مِی‌فروش می‌دهد که در ازای مِی است و بازوبندش را که به حیدر برساند. مِی‌فروش نمی‌گیرد، ولی پهلوان مجبورش می‌کند. پهلوان می‌خواهد از شهر برود، ولی نه به ایل که موسم کوچش است – و خیال می‌کند که از این پس مردم خود باید پشتیبان خود باشند. مِی‌فروش به ناخواست می‌رود تا بازوبند را ببرد و پهلوان سری به درون دکّه می‌زند. کوچه خالی است. سیاه‌پوش سرمی‌رسد و جلوی سقّاخانه خم می‌شود و قدّارهٔ پهلوان را برمی‌گیرد.

### پردهٔ چهار
بامدادان دو گزمه به کوی میکده می‌رسند. ساعتِ کشیک سرآمده و خیال دارند مِی‌فروش را تلکه کنند. نیز می‌خواهند پهلوان را از دسیسهٔ کشتنش بیاگاهانند. به دیدنِ پهلوان در دکّه یکّه می‌خورند؛ و پس می‌گویندش که کسی در کمینِ اوست. پهلوان مست از میکده بیرون می‌آید و گزمه‌ها به ارگ می‌روند تا پهلوانِ نو را ببینند. پهلوان یادِ ایل می‌کند و سرگشته است و نمی‌داند کجا رود. کور می‌رسد و خبر می‌دهد که پهلوان اکبر از شهر رفته. پهلوان اعتنا نمی‌کند. کور می‌رود و نمی‌داند که با اکبر سخن گفته. سپس سیاه‌پوش پیدا می‌شود. پهلوان از رفتن می‌ماند و سیاه‌پوش را فرامی‌خواند تا جانش را بگیرد. پهلوان چشم می‌بندد، سیاه‌پوش نزدیک می‌شود و به آرامی قمه‌اش را میان کتف‌های پهلوان فرومی‌کند و پس‌پس می‌رود. حیدر از راه می‌رسد. او خیال می‌کند که سزاوارِ بازوبندِ اکبر نیست، ولی اکبر او را می‌راند و می‌گوید که باید بکوشد تا سزاوار شود. ناگهان حیدر می‌بیند که قمه‌ای به پشت پهلوان است و او دارد می‌میرد. از او می‌خواهد که نامِ قاتل را بگوید تا انتقامش را بگیرد. اکبر می‌گوید که قاتل خودش بوده و حیدر را از خود می‌راند تا در تنهایی بمیرد؛ ولی بعد حیدر را می‌خواند و می‌پرسد که آیا نمی‌بیند سیاه‌پوشی را که در تعقیبش است. حیدر چیزی ندیده. اکبر می‌گوید که سرانجام خواهد دید. حیدر دور می‌شود. اکبر یادِ ایل و گل‌های صحرا می‌کند؛ و پس می‌میرد. گزمه‌ها سرمی‌رسند و از دیدنِ پهلوانِ مرده شگفت‌زده می‌شوند. سپس انگشترش را برمی‌دارند و جامه‌اش را می‌گردند.
زمانی می‌گذرد. جسدِ پهلوان اینجا نیست. گزمه‌ها درِ میکده را میخ می‌کوبند. پیرزن در سقّاخانه شُکر می‌گزارد. مِی‌فروشِ پیر با خرقهٔ پهلوانی می‌رسد. گزمه‌ها می‌گیرندش و کیسهٔ پولش را می‌ستانند و خرقه را می‌قاپند. زن سراغِ غریبه‌ای را می‌گیرد که دیروز دلداریش داده بود. مِی‌فروش می‌گوید که او غریبه‌ای بود که از این شهر می‌گذشت. گزمه‌ها مِی‌فروش را می‌برند. زن قفلِ سقّاخانه را می‌بوسد و دمی از ذهنش خیالی – شاید این که آن مرد پسرِ گمشده‌اش بوده – می‌گذرد؛ و سپس می‌رود. شیرِ سنگی با همهٔ وجود از ژرفای خاک نعره می‌کشد.

## پیشینه

بعضی‌ها پهلوان اکبرِ خراسانی را نیز، غیر از پوریای ولی، الگوی آفرینشِ شخصیتِ پهلوان اکبر می‌دانند. نویسنده می‌توانست سرگذشتِ اکبرِ خراسانی را در کتابِ تاریخ ورزش باستانی ایران (زورخانه) پسرعمّش خوانده باشد. «داش آکل» ِ صادق هدایت را نیز از منابعِ الهامِ بیضایی دانسته‌اند. از خودش نقل کرده‌اند که به محمّدرضا شاه گفته: «در میدان شاه چراغ کنار یک شیر سنگی نشسته بودم یک شیرازی کنار سقاخانه آب می‌خورد برگشت و بمن نگاهی کرد و گفت: زیر این شیر یک پهلوان خوابیده. این حرف مرا تکان داد و دو ماه بعد این نمایشنامه را نوشتم.»

پهلوان اکبر می‌میرد نخستین نمایشنامهٔ بلندِ بیضایی است. او این نمایشنامه را در بیست‌وپنج‌سالگی، پس از آن که یک تک‌پرده‌ای دربارهٔ پوریای ولی از علی نصیریان در ادارهٔ هنرهای دراماتیک پیشنهاد گرفت، اندکی پس از تظاهراتِ ۱۵ خردادِ ۱۳۴۲، در تابستانِ این سال نوشت. این زمانی بود که نزدیکِ چهار سال از ترکِ تحصیلش در دانشکدهٔ ادبیاتِ دانشگاهِ تهران می‌گذشت و از جمعِ نزدیکانِ خلیل ملکی نیز فاصله گرفته بود و عضوی از گروهِ طرفه بود و سرگرمِ پژوهش‌هایی که سپس‌تر می‌شد کتابِ نمایش در ایران (۱۳۴۴). سالِ پیش از آن، در ۱۳۴۱، مردی که لیبرتی والانس را کُشتِ جان فورد و روکو و برادرانشِ لوکینو ویسکونتی منتشر شده بود و بیش از سی سال پیش از آن داستانِ «داش آکل» ِ صادق هدایت، که قصّهٔ این هر سه همانندی‌هایی با ماجرای پهلوان اکبر می‌میرد دارد. نمایشنامهٔ داش آکُل به گُفته‌ی مرجان (۱۳۹۶) نیز گواهی از توجّهِ بیضایی به داستانِ هدایت است. داستانِ واقعیِ داش آکل چنان‌که، به گفتهٔ ابراهیم گلستان، در شیراز رخ داده – که داش آکل گناهِ عشقِ پسرش به دختری را که به او سپرده بودند گردن گرفته – به نمایشنامهٔ بیضایی – که اکبرش دلبستهٔ دخترِ خان نیست – نزدیک‌تر است؛ و بیضایی با گلستان از حدودِ ۱۳۴۱ آشناییِ خصوصی داشته است. جمشید ملک‌پور ردّی از بوف کور نیز در این نمایشنامه بازشناخته است. ولی نزدیک‌تر از فیلمِ فورد و داستانِ هدایت نمایشِ افعی طلاییِ گروهِ هنرِ ملّی (اقتباسِ علی نصیریان از «داش آکل» ِ هدایت) در بهارِ ۱۳۳۶ در تالارِ فارابیِ ادارهٔ کلِّ هنرهای زیباست، که بیضایی اشاره کرده که می‌شناخته و حتّی اشاره کرده که چون در آغازِ کارش «از نومیدی ناچار شروع به نوشتن کردم، خیال می‌کنم نوشته‌هایم نوعی گفتگوی فرهنگی با نوشته‌های نمایشی همزمان یا قبل از خودم هم بود.» (نصیریان خود در ۱۳۴۳ به عبّاس جوانمرد پیشنهاد کرده بود که پهلوان اکبر می‌میرد را برای نمایش در فستیوالِ تئاترِ مللِ پاریس آماده کند − که نشد.)
شیرمردی از خراسان (۱۳۴۲) ابوالقاسم جنّتی عطایی نیز احتمالاً از لحاظِ تاریخ و موضوع نزدیک‌ترین نوشته به این نمایشنامهٔ بیضایی باشد.
پاییزِ ۱۳۸۸ بیضایی گفت که پهلوان اکبر می‌میرد را تحتِ تأثیرِ گذرِ روزگارِ آزگار به شبِ یوجین اونیل نوشته‌است.
در دههٔ ۱۳۳۰ نیز بهائی‌ستیزی در ایران بالا گرفته بود و بیضاییِ نوجوان و خانواده‌اش نیز از گزند این تبعیضِ دینی در امان نبودند. موضوعِ قهرمانِ بیگانه در بسیاری از آثار بیضایی، از جمله پهلوان اکبر می‌میرد، یادگارِ انزوای اجتماعیِ نویسنده در نوجوانی است.
دیگر این که آشناییِ نمایشنامه‌نویسِ جوان با مایه‌های فیلم‌های هندی، که در پهلوان اکبر می‌میرد نیز به چشم می‌خورد، از مقالهٔ «سینمای هند»ش در مجلّهٔ علم و زندگی به سالِ ۱۳۴۰ پیداست.

## متن

روی جلدِ چاپِ نخستِ انتشاراتِ روشنگران (۱۳۹۴) با طرحِ چهرهٔ بیضایی از روی پرترهٔ مریم زندی (در کتابِ چهره‌ها)

بیضایی این نمایشنامه را در تابستانِ سالِ ۱۳۴۲ نوشت و همین زمان در نامه‌ای حقِّ هر نوع اجرای آن را تا پایانِ ۱۳۴۹ به عبّاس جوانمرد، «کارگردان و دبیر گروه هنر ملی»، واگذاشت. تصویرِ دستخطِّ واگذاریِ بیضایی نمایشنامه را به تاریخِ «تابستان ۱۳۴۲» در جلدِ یکُمِ گروه هنر ملی از آغاز تا پایان (۱۳۹۵) آمده است.
کتابِ پهلوان اکبر میمیرد نخستین بار در پاییزِ ۱۳۴۴ به وسیلهٔ انتشاراتِ صائب به چاپ رسید. سالِ ۱۳۵۴ انتشاراتِ نگاه با چاپِ دوّم و نشرِ این نمایشنامه کارش را آغاز کرد. از ۱۳۵۵ به بعد به‌طورِ رسمی چاپ نشد تا سرانجام سالِ ۱۳۸۲ نسخهٔ نوینی با مقداری افزوده در جلدِ یکُمِ دیوان نمایش آمد؛ و همین متنِ بازنگری‌شده سالِ ۱۳۹۴ باز به صورتِ کتابِ جداگانه‌ای در انتشاراتِ روشنگران و مطالعات زنان به چاپ رسید. بیضایی این بازنگری را کرده تا «سوء تعبیر» کاهش یابد، زیرا چنان‌که گفته از بیشترِ اجراهای این نمایشنامه ناخرسند بوده است. همچنین «محافظه‌کاری ادبی» روزگارِ جوانی را کنار گذاشته و صحنهٔ گزمه‌ها را گسترش داده است.

## در چشمِ دیگران

### ساخت و صورت
در نمایشنامه نقاط ضعف هم هست، در کنار جملات اصیل و خاص پهلوانان و میانداران که معلوم است با مطالعه دقیق بکار گرفته شده بعضی جملات که بیشتر بشعر نو شباهت دارد (و در جای خود بسیار نیکوست) در نمایشنامه آمده که هیچ مناسبتی نمیتواند با آن جملات اصیل و شکیل داشته باشد و شنونده را دچار حیرت مینماید اما این نقص کوچکی است که در مقابل عظمت کار کوچک مینماید.

ر. اعتمادی، بهمنِ ۱۳۴۴
جلال آل احمد نمایش را «رویهمرفته خوب» دانسته، ولی از طبع‌آزماییِ زبانیِ بیضایی ناخرسند می‌نمود. ولی هوشنگ گلشیری، چنان‌که بیضایی یاد آورده، کنجکاو و علاقه‌مند بوده و می‌خواسته بداند که بیضایی این زبان را از کجا آورده است. کریم امامی نیز پنج روز پس از نخستین نمایشِ پهلوان اکبر می‌میرد در جشنوارهٔ نمایش‌های ایرانی (مهر و آبانِ ۱۳۴۴) در مقاله‌ای در کیهان اینترنشنال زبانِ نمایش را ستود، علی‌رغمِ این که به اجرا نکته‌ها گرفت. «ظرافت دیالوگ‌نویسی و فضاسازی» ِ نمایشنامه بعدها به چشمِ نویسنده‌ای چون ناصح کامگاری نیز آمد. اسماعیل نوری علاء هم پس از تماشای اجرای جشنواره به تندی به نمایش خرده گرفت و نمایش را نسبت به نمایشنامه «مثله» تشخیص داد و آن را پایانِ کارِ بیضایی شمرد. آذر رهنما این نمایشنامه را «سرآغاز بزرگی برای تئاتر ایران» شمرد. احسان یارشاطر گفتگوهای نمایش را در تأثیرِ نمایشیِ شگرفِ اثر دخیل می‌دانست؛ و تورج رهنما شکوه و آهنگِ زبانِ نمایشنامه را می‌ستود.
اکبر رادی، با تماشای نمایش، مقاله‌ای به نامِ «شبی در مجلس پهلوان اکبر» (دیِ ۱۳۴۴) نوشت و نکته‌های فراوانی به نمایش و نمایشنامه گرفت. از راهِ نمونه، «عرفان‌بافی» بیجا را از زوائدِ نمایشنامه شمرد و تک‌گویی‌های «حفره‌پرکن آلاشکسپیر» قهرمانِ اصلی را همچون گواهِ این اشکال نکوهید. شخصیتِ اصلی را نیز یکی «پسیکوپات» شمرد. ولی بیش از همه به آنچه نمادگراییِ بیضایی می‌انگاشت پرداخت. جایی در گله از «سمبولیسم زورکی» گوید:
بگذار گاهی تصاویر در عینیت محقّر و بی‌آلایش خودشان زندگی کنند. این لطمه‌ای هم به پیوند اجزاء کار تو نمی‌زند. برعکس، برخی اوقات لازم است برای ایجاد یک فعلیت مکانی یا یک تداعی تصویری اشیاء مجرد از حیثیت تاریخی خودشان به کار گرفته شوند.

سیاهپوشان در پهلوان اکبر می‌میرد «من» مخفی‌ست، آن بخش ناشناسی‌ست که امکان دسترسی به آن را نداریم و نمی‌فهمیمش و احتمالاً همیشه در تاریکی می‌ماند.

بیضایی، ۱ تیرِ ۱۳۶۹ (در پاسخ به این که سیاهپوشان در آثارش کیستند)

ولی چند بند سپس‌تر از کاستیِ بارِ نمادینِ یکی از عناصرِ نمایش گله می‌کند که:
در مقابل سیاه‌پوش بی‌درنگ باید مکث کرد. زیرا که او سمبولی است همه‌جانبه. . . . امّا سیاه‌پوشی که من دیدم مظهر هیچ بود. او خمیری رام و خوش‌دست بود که پرداخت شایسته‌ای نشد. . . . پایان پردهٔ دوّم نمونهٔ جالبی است. آنجا که پهلوان پیر نیز همراه ما و اکبر حضور سیاه‌پوش را درمی‌یابد؛ و او را از اوج یک کنایهٔ لطیف و هراس‌انگیز به عینیّتی سطحی پرتاب می‌کند.
و، سرانجام، پایانِ کارِ این عنصر را به قدرِ بسنده نمادین و گیرا می‌شمارد و می‌نویسد:
با این همه، سیاه‌پوش در پردهٔ چهارم بسیار خوش نشسته است: آنجا که می‌خواهی از مسیر ماجرا منحرف بشوی و از قالب داستان سلب واقعیت کنی. سیاه‌پوش قدّاره را در پشت اکبر فروبرده است. این قلّهٔ درام و ضربت سمبولیسم توست که قطع نظر از صحنه‌های پیشین مؤثّر ارائه شده است.

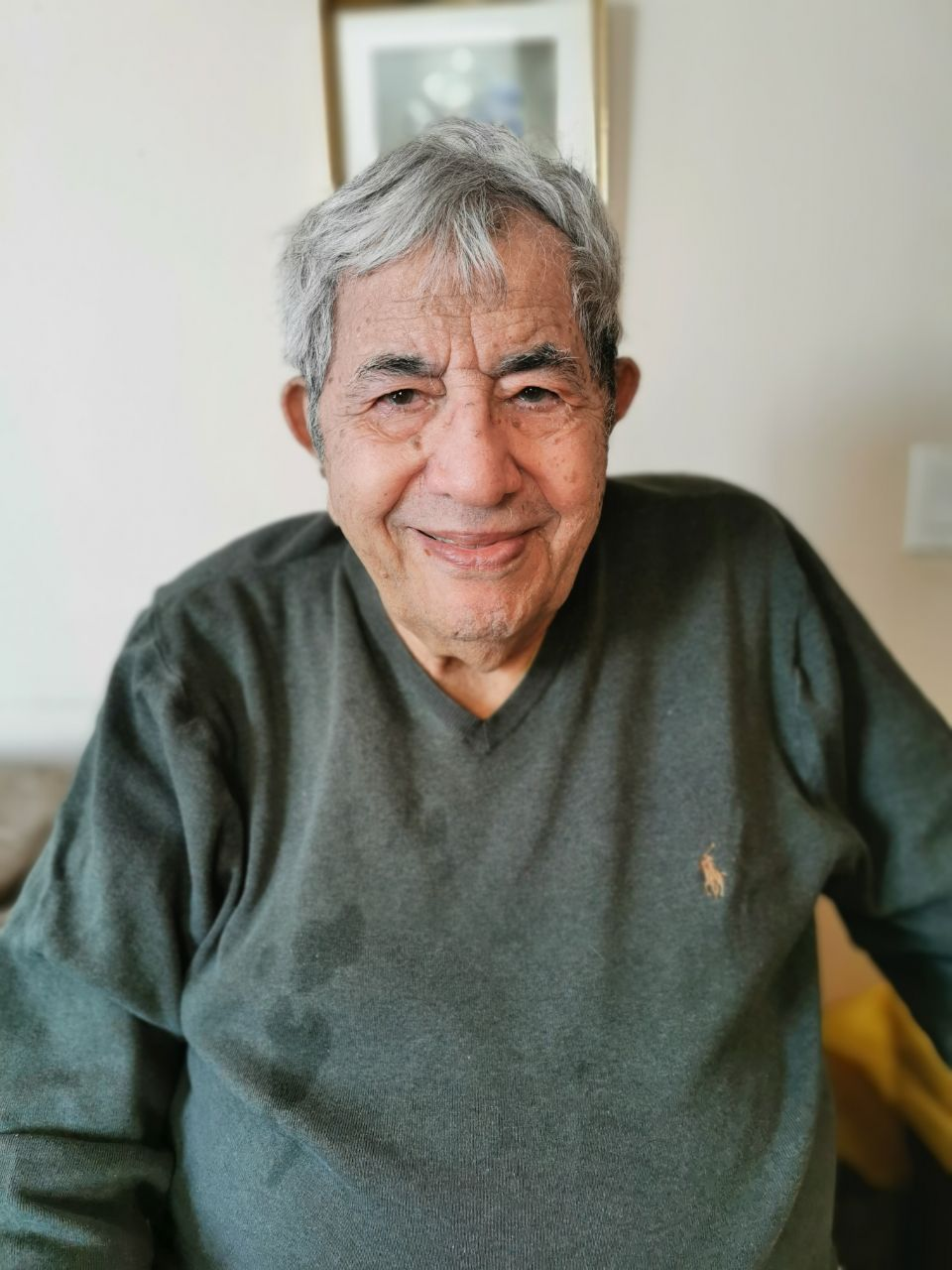
مشهورترین نقشِ زندگیِ عبّاس جوانمرد پهلوان اکبر در ۱۳۴۴ بوده است. پس از مرگش (۱۳۹۹) عکسی از او در این نقش روی جلدِ چاپ‌های جدیدِ پهلوان اکبر می‌میرد آمد.

عبّاس جوانمرد، پنجاه سال پس از نخستین نمایشِ پهلوان اکبر می‌میرد به کارگردانیِ خودش، در گفتگویی به ویژگی‌های زبانی کارهای بیضایی، از جمله همین نمایشنامه، پرداخت:
زبان نوشتاری‌اش زبان محاوره‌ای نیست. وقتی می‌گوید: «هان دختر امشب چه کار می‌کنی؟ زلفاتو می‌بافی یا پریشون می‌کنی؟ فدای سبز چشمات. سیاچادرت رو روش بذار، بذار چشمای اکبر سیر ببیندت، تو ستاره‌های ایل، تو ماه تمومی . . .» ببینید این نثر. شعر ناب است. یا باز می‌گوید: «یه سال خار بود و راه، یه سال دیگه‌ام پشت اون تیغ بود و خار، تو بودی خاک سرخ، خاک سرخ بود و آسمان کبود، خورشید کوره بود و ماه نعلی برای داغ! از تنگ کبود تا غار مار نگاه تو می‌پیچد» این‌ها زبان معمولی نیست. آنچه را که به عنوان دیالوگ نوشته یک پرده غنی کرده و آن را به یک زبان فاخر تبدیل کرده است. . . . به این ترتیب شما می‌بینید که نیمی از کار را برای منِ کارگردان آسان می‌کند. چگونه؟ با زبان کتابت‌اش. . . . این زبان، یک زبان معمولی نیست. امّا برای من به عنوان کارگردان از این راحت‌تر نمی‌شود. با این که می‌نویسد شاهنامه می‌خواندند امّا بازیگر می‌گوید «شاهنومه می‌خوندن» با این حال زبان هنوز فاخر است. . . . از لحاظ نوشتاری آنچه که برای من ارزش و اهمیت دارد این است که برای هر موقعیتی یک اندیشهٔ جدید دارد. بیضایی پویا است. . . . او نه تنها راه را برای خودش پیدا کرده بلکه برای کارگردان هم چنین کرده است. دیگر سخن باقی نمی‌ماند.

### مایگان
حسن شایگان نیک اکبرِ خراسانی را الگوی آفرینشِ شخصیتِ اصلیِ این نمایشنامه می‌دانسته. محمود شیرزاد هم بر آن بوده است که پهلوان اکبر می‌میرد می‌توانسته، آگاهانه یا ناخودآگاه، واکنشی به مانندانِ شعبان جعفری و طیّب حاج رضایی و بازنماییِ سینماییِ اربابِ این فرهنگ در نقش‌های مانندانِ ناصر ملک‌مطیعی بوده باشد؛ و بدین ترتیب بیضایی را، همچون شکسپیر، ربایندهٔ چیزی از فرهنگِ عامّه می‌شمارد که استیون گرینبلت «انرژیِ اجتماعی» نامیده. (علی نصیریان به یاد آورده که شعبان جعفری نیز به تماشای پهلوان اکبر می‌میرد رفته بوده است.) شیرزاد تلویحاً گوید که وجهِ عشقیِ نمایشنامه بی‌ربط نمی‌تواند بود به دیدارِ «تا حدّی عاطفی و تا حدّی غم‌انگیز» ِ بیضایی با خانمِ جوانِ بازیگری به تاریخ ۱۵ خردادِ ۱۳۴۲. او همچنین بیگانگی اجتماعی نویسنده را با بیگانگیِ اجتماعیِ قهرمان نمایشنامه همتا می‌داند و – هم‌آوا با بیتِ عبدالباقی طبیب اصفهانی در موسیقیِ نمایش که گوید «مرنجان دلم را که این مرغ وحشی / ز بامی که برخاست مشکل نشیند» – پهلوان اکبر را – در تضاد با «عقابِ خانلری» (در شعرِ «عقاب») – به «کبوترِ مسعود فرزاد» مانند می‌کند آنجا که در شعرِ «کبوتر خسته» گوید:
| بسیار پریدیم و به بامی ننشستیم   |  | امّا نه چنین است که ما اوج پرستیم |
| سنگ غرض از بس که سوی ما بپراندند |  | ما را بپراندند هر آنجا که نشستیم |

سعید طلاجوی نیز بر آن بوده که اکبر قهرمانِ بقا نیست و گرفتارِ حکایتی کافکایی است که شرایطی را نشان می‌دهد که مانعِ شکوفاییِ تواناییِ انسان می‌شود.

### نظرِ بیضایی
بیضایی در گفتگو با زاون قوکاسیان دربارهٔ تکرار و پیگیریِ ناخودآگاهِ موضوعات در کارهایش، به پهلوان اکبر می‌میرد نیز اشاره کرده و گفته:
. . . پسرهای فیلم سفر دنبال می‌شوند در پسر چلاق فیلم غریبه و مه که آرزوی سرپناهی دارد و غریبه می‌خواهد و نمی‌رسد کمکش کند. حتّی دنبال می‌شوند در پسربچّهٔ لال فیلم کلاغ که نیاز به مهر مادری را در عشق معصومانه به معلّمش جستجو می‌کند؛ و حتّی دنبال می‌شوند در پسرک ساده‌دل فیلم تارا که میان کودکی و بلوغ است. در باشو، پسرک فیلم سرانجام خانواده‌ای را که می‌جست می‌یابد. باشو از نگاه دیگری هم با همهٔ قهرمانان جابجاشدهٔ غریب‌ماندهٔ رگبار، غریبه و مه، تارا مربوط است. امّا بچّهٔ رهاشدهٔ شاید وقتی دیگر پیش‌تر در پهلوان اکبر می‌میرد هم جامانده، در عیار تنها هم رها شده، و در کلاغ هم.
او اکبر را در ستیز و تعارض با خودش (یعنی اکبر) و نیز نمایندهٔ روزگاری و ناچار از فرهنگی سپری‌شده و دچارِ «بن‌بست» و «تهدید» می‌دانسته.

## نمایش‌های معروف
بیضایی پهلوان اکبر می‌میرد را بر صحنه کارگردانی نکرده؛ ولی این نمایشنامه از ۱۳۴۴ به بعد بارها به وسیلهٔ گروه‌های مختلف در شهرهای مختلف به نمایش درآمده است.

### نخستین نمایش
۳۰ مهر و ۱ آبانِ ۱۳۴۴ گروهِ هنرِ ملّی این نمایشنامه را با بازی و کارگردانیِ عبّاس جوانمرد در تالارِ ۲۵ شهریور تهران در جشنوارهٔ نمایش‌های ایرانی بر صحنه نمایش داد – ششمین نمایش برای افتتاحِ تماشاخانه‌ای که پس از انقلابِ ۱۳۵۷ «سنگلج» نام گرفت. بازیگرانِ این نمایش، به ترتیبِ ورود به صحنه (به استثنای «کور» که در برنوشتِ نخستین نمایش نیست)، عبارت بودند از:
| "             | بیضایی در ۱۳۴۴ من خواسته بودم قهرمان را از هاله‌ی ستایش‌شده و افسانه‌ای اطرافش بیرون بکشم و چون وجودی انسانی به او نزدیک شوم. من خواسته بودم نشان بدهم که از یک قهرمان، وقتی تشریحش کنیم، چیزی جز یک قربانی نمی‌ماند و اجرای «جوانمرد» در عین قدرت ولی برعکس، گرد این قهرمان هاله می‌تنید، و به جای نگاه واقع‌بین نگاه ستایشگر داشت، و سعی میکرد از مراسم مرگ و نابودی هر نوع قهرمانی، یک حماسه بسازد. | " |
| —بیضایی، ۱۳۵۱ | |   |

| نقش               | بازیگر                              |
| ----------------- | ----------------------------------- |
| مادر              | رقیه چهره آزاد                      |
| پیرِ مِی‌فروش        | حسین کسبیان                         |
| پهلوان اکبر       | عبّاس جوانمرد                        |
| گزمهٔ ۲            | حسن خیّاط‌باشی                        |
| سیاهپوش           | کامران نوزاد                        |
| گزمهٔ ۱            | پرویز فنّی‌زاده                       |
| دختر              | پری امیرحمزه                        |
| پهلوان اسد بدلکار | فیروز بهجت محمّدی                    |
| پهلوان حیدر       | عنایت بخشی (شبِ یکُم) / هومن (شبِ دوّم) |
| کور               | جمشید لایق / ناهید شرکت             |

مطابقِ برنوشتِ نمایش میانِ پرده‌های دو و سه ۱۰ دقیقه و میانِ پرده‌های سه و چهار ۱۵ دقیقه فاصله بوده است.

### اجرای عمومی
همین نمایش از ۱۴ دی تا ۲۵ بهمنِ ۱۳۴۴ در همین تماشاخانه به نمایشِ همگانی درآمد و کامیابیِ بزرگی حاصل کرد. در این نمایش (۴۱ اجرای پیاپی) نقش‌های فنّی‌زاده و خیّاط‌باشی جابجا شد و نصرت پرتوی نقشِ دختر را بازی کرد. لایق نقشِ کور و بخشی نیز نقشِ حیدر را بازی کرد. نیز محمود دولت‌آبادی − که در جشنواره همچون جایگزینِ نقشِ مِی‌فروش در نظر گرفته شده بود تا در صورتِ نیاز به جای کسبیان بازی کند، و سرانجام در نقشِ ماهی‌گیر در قصّه‌ی طلسم حریر و ماهی‌گیر تثبیت شد و نقشِ مِی‌فروش ماند برای باجناقش − دستیارِ جوانمرد شد؛ به جای ناهید شرکت در جشنواره. هم در جشنواره و هم در نمایشِ عمومی نصرت کریمی طرّاحِ چهره‌پردازی («صورتگر»، به عبارتِ برنوشت) و اسماعیل ارحام صدر طرّاحِ صحنه بودند. به ابتکارِ کارگردان، بازیگرِ نقشِ سیاهپوش در برنوشتِ نمایش در جشنواره و در اجرای عمومی معرّفی نشد (به جای نامش «؟» نوشته شد) تا کنجکاویِ تماشاکنان را برانگیزد. عواملِ دیگرِ نمایش، مطابقِ برنوشتِ اجرای جشنواره، عبارت بوده‌اند از «بهرام» همچون طرّاحِ لباس و مدیرِ فنّی، کامران نوزاد همچون مدیرِ صحنه، «ع − جامد» در کارِ تنظیمِ نور، یوسف شهاب در تنظیمِ صدا و مصطفی لاریجانیِ تهیه‌کنندهٔ وسایل.
شبِ آخر روزنامهٔ کیهان جشنِ تقدیری برای عواملِ نمایش برگزار کرد و عبدالرحمن فرامرزیِ سردبیر در آن سخن گفت و مصطفی مصباح‌زاده به بازیگران حلقهٔ گُل داد.
اسناد و عکس‌هایی از این نمایش همراهِ متنِ گفتگوهای مفصّلی با بیشترِ عواملش در کتابِ گروه هنر ملی از آغاز تا پایان (۱۳۹۵) آمده است.
پهلوان اکبر به گواهیِ بسیاری برجسته‌ترین نقشی بوده که عبّاس جوانمرد بازی کرده است. از نخستین اشارات در این معنی مقالهٔ ش. ناظریان در ۱۷ آبانِ ۱۳۴۴ است که جوانمرد را «خیلی بیش از کارهای قبلی» در آفرینشِ نقش کامیاب دیده است. پرویز صیّاد نیز همان سال در مقاله‌ای «اقتدار» ِ او را در بازیِ نقشِ پهلوان اکبر ستود. و این شهرت ادامه داشت تا وقتی که سال‌ها بعد به مناسبتِ سفرِ جوانمرد به لس آنجلس مجلّهٔ فارسی‌زبانی به سردبیریِ فرهنگ فرهی بر جلدش تیتر زد که «پهلوان اکبر در لس آنجلس می‌میرد». عنوانِ خبرِ مربوط به مرگِ جوانمرد در شمارهٔ ۹ مهرِ ۱۳۹۹ روزنامهٔ جام جم نیز بود «پهلوان عباس نمی‌میرد». چاپِ پاییزِ ۱۴۰۱ پهلوان اکبر می‌میرد با عکسِ جوانمرد در نقشِ اکبر روی جلدش منتشر شد.

#### موسیقی
نمایشِ جشنوارهٔ پاییز موسیقی داشت، و عماد رام تنظیم‌کننده بود. برای نمایشِ عمومیِ زمستان، امّا، موسیقیِ دیگری به واسطهٔ حسین کسبیان یافت شد: ترانهٔ خراسانی «نوایی» که نوازنده‌ای خوافی به نامِ عثمان و از دوستانِ کسبیان (عثمان محمّدپرست؟) برای همین نمایش اجرا و ضبط کرد. خوانندهٔ دیگرِ اجرای زمستان گلچین بود. تنظیم آهنگ‌ها باز هم با عماد رام بود.

#### در حضور
محمّدرضا شاه پهلوی، که وصفِ نمایش را شنیده بود و مشتاقِ تماشا بود، در اجرای عمومیِ شبِ ۲۸ دیِ ۱۳۴۴ همراهِ فرح دیبا و امیرعبّاس هویدا و مهرداد پهلبد، به بیانِ گاهنامه پنجاه سال شاهنشاهی پهلوی، «از نمایشنامه "پهلوان اکبر میمیرد" در تالار ۲۵ شهریور دیدن فرمودند.» از زمانِ جشنواره تا بامدادِ روزی که شاه به تماشا رفت جوانمرد در مذاکره با مسئولانِ وزارتِ فرهنگ و هنر ترفندهایی زد تا سرانجام نمایشنامه را با جلبِ رضایتِ پهلبد، وزیرِ فرهنگ و هنر، در واپسین ساعات بی کم‌وکاست و بی سانسور در حضورِ شاه و نخست‌وزیر به نمایش درآورد؛ ولی به بازیگران نگفت که شاه در بالکنِ تماشاخانه به تماشا نشسته. پس از اجرا شاه و ملکه بر صحنه با گروه دیدار کردند. کامران نوزاد از شاه شنیده که به هویدا گفته که نمایش را پسندیده و شایعهٔ ضدّحکومتی بودنش را پذیرفتنی نشمرده است.
مصطفی اسکویی در کتابِ پژوهشی در تاریخ تئاتر ایران (۱۳۷۰) از گروهِ هنرِ ملّی و نظرِ شاه دربارهٔ نمایشی که از ایشان دیده – که اسکویی به نادرست گمان کرده محلّل و مرده‌خورها بوده (از روی داستان‌های صادق هدایت به همین نام‌ها)، در حالی که در واقع پهلوان اکبر می‌میرد بوده است – با طعنه یاد کرد؛ و عبّاس جوانمرد نیز پاسخی نوشت و در کتابِ غبار منیّت پدرخوانده (۱۳۸۲) چاپ کرد: «چه می‌گویید آقای سرکارگردان ۳۵ سال تئاتر مبارز؟ آن «قدرقدرت» پس از دیدن نمایش شرمش آمد و یا جرأت نکرد بگوید: «همچنان در سرگرم نمودن مردم کوشا باشید.»» ولی محمود شیرزاد موضعِ اسکویی و جوانمرد را «بی‌راه» می‌داند و می‌گوید: «سنّتِ زنده، هرچند فروافتاده و به پستی گرویدهٔ، پهلوان اکبر می‌میرد در تئاتر و سینما و تلویزیونِ ما گواهِ آن است که تعزیهٔ پهلوانِ زخمی، بی آن که به طرفی باجی داده باشد، سخت محبوب هم بوده، و می‌باشد هم هنوز.»

#### ضبط
ایران درّودی گفته که نمایشِ پهلوان اکبر می‌میرد ضبطِ تصویری نیز شده؛ ولی روح‌الله جعفری بر این باور بوده است که چنین فیلمی هرگز ضبط نشده و حافظهٔ درّودی در بازگفتنِ این یاد دچارِ لغزش شده است.

### نمایش‌های معروفِ دیگر
- ۱۳۵۴ − به کارگردانیِ محمود جوهری در تالارِ دانشکدهٔ هنرهای دراماتیکِ تهران[۸۲]

## فیلمِ ناساخته
سالِ ۱۳۴۹ جوانمرد بنا داشت تا با همکاریِ الیور گمجی فیلمی با بازیِ اعضای گروهِ هنرِ ملّی از این نمایشنامه بسازد و با همکاریِ دو استودیوی فیلم در سراسرِ دنیا پخش کند. گمجی بیش از دو ماه در ایران ماند تا مگر قرارداد بسته شود، ولی سرانجام این کار سرنگرفت و فیلمی ساخته نشد و نزاعی بر سرِ تقلیدِ فیلم‌سازانِ دیگر (مخصوصاً سیروس افهمی) از نمایشِ پهلوان اکبر می‌میرد آغاز شد. خسرو شکیبایی از بازیگرانی بوده که بنا بوده در این فیلم بازی کند.

## میراث
پهلوان اکبر می‌میرد نفوذِ اجتماعیِ چشمگیری داشته؛ چنان که، مثلاً، ارشد تهماسبی به یاد آورده که در کودکی در اجرایی خانگی از آن شرکت کرده است. رمانِ پرتره ناتمام مردی با لباس خاکستری (۱۴۰۳) نیز دربارهٔ این نمایشنامه است. و «نقش‌های لوطی‌منشانه‌ی فردین و بهروز وثوقی» در سینمای ایران، به نظرِ رسول نظرزاده، «در ادامه‌ی» نقشِ پهلوان اکبر بوده است.

### توضیحات
1. ↑  شاید بیضایی آماجِ تعریضِ شخصیتِ اصلیِ نمایشنامهٔ دو ضرب در دو مساوی بی‌نهایتِ بهمن فرسی بوده باشد که «تیارت‌نومچه‌هایی» را که «درامنویس‌های وطنی» می‌نوشته‌اند غثیانِ «مال دزدی» از «معدهٔ علیل ذهنشون» می‌نامد.
2. ↑  این گفتگوها بعداً موضوعِ مطالعاتِ زبان‌شناسی شد. مثلاً: خلج‌آبادی فراهانی، کورش. «بررسی اصول همکاری گرایس و نقض آن در نمایشنامه «پهلوان اکبر می‌میرد» از بهرام بیضایی» (۱۴۰۰)
3. ↑  عبدالعلی دست‌غیب نیز این «چاشنی عرفان (و فتوّت)» را بازشناخته است. (گرایشهای متضاد در ادبیات معاصر ایران. تهران: نشر خنیا. ۱۳۷۱. ص. ۹۴.)
4. ↑  این گفته بعدها در نقدهای دیگری هم تکرار شد؛ مثلاً: حسینی مهر، ناصر (۱۳۹۹). تئاتر در ایران از کودتا تا انقلاب. تهران: نشر ماهریس. ص. ۷۴. مریم دادخواه تهرانی و بهروز محمودی بختیاری نیز اکبر را قهرمانی رمانتیک شناختند که از زمانه‌سازی ناتوان است و راهی جز مرگ ندارد. («ناخودآگاهی متن و ایدئولوژی در سه نمایش‌نامه‌ی غروب در دیاری غریب، قصه ماه پنهان و پهلوان اکبر می‌میرد از بهرام بیضایی». تئاتر. شمارهٔ ۸۵. تابستان ۱۴۰۰. ص. ۳۱.) «یکی از فلسفه‌های» همین را حسین فرّخی چنین از گفته‌های اکبر استخراج کرده که «بیضایی فکر می‌کند مردم تا کی باید به انتظار قهرمان و پهلوان بنشینند؟ باید خودشان وارد عمل شوند و کاری کنند.» (نمایشنامه‌نویسی در ایران از آغاز تا ۱۳۷۰. تهران: انتشارات فرهنگستان هنر. ۱۳۸۶. ص. ۷۷.) از طرفِ دیگر، نیلوفر زارع اکبر را نسبتی شناخته است با رندی و عیّاری. (رند حافظ، رند بیضایی: رندگونگی در نمایشنامه‌های بهرام بیضایی. تهران: انتشارات آیندگان. ۱۳۹۷. ص. ۱۰۴−۱۰۵.)
5. ↑  دیگرانی نیز همین معنی را دربارهٔ سیاه‌پوشِ پهلوان اکبر می‌میرد بازگفته‌اند؛ مثلاً: مهرابی، آذر (۱۳۹۹). قدرت نوستالژی: درونمایه‌های نوستالژیک در آثار نمایشی بهرام بیضایی. تهران: شباهنگ. ص. ۱۱۰. شابک ۹۷۸-۶۰۰-۱۳۰-۲۵۵-۸.
6. ↑  جلال ستّاری نیز اشارتی به «جنبه‌ی روان‌شناختی» ِ داستانِ پهلوان اکبر داشته، با این ملاحظه که این «اسطوره» نیست. (اسطوره و نماد در ادبیات و هنر. ص. ۱۱۴.)
7. ↑  جمشید لایق به یاد آورده که عبّاس جوانمرد در گروهِ هنرِ ملّی به بیضایی نیز چون دیگران سخت‌می‌گرفت و میدان نمی‌داد. (دولت‌آبادی، غلامحسین؛ رحمتی، مینا (۱۳۸۹). میراث صحنه: زندگی تئاتری جمشید لایق. تهران: انتشارات افراز. ص. ۸۴.)
8. ↑  همچنان که جلال آل احمد می‌پسندید. (آل احمد، جلال (خرداد و تیر ۱۳۴۵). «کارنامهٔ دوماهه − ۲». انتقاد کتاب (۷): ۱۵.)
9. ↑  بیضایی همین معنی را سالِ ۱۳۵۵ نیز در گفتگویی بازگفت. (بیضائی، بهرام؛ وزل، علیرضا (۲۵۳۵ شاهنشاهی). «توقف در سینمای ناب .». ستاره سینما (۱۵۸): ۸. تاریخ وارد شده در |تاریخ= را بررسی کنید (کمک))
10. ↑  در برنوشتِ معرّفِ نمایش‌های جشنواره، به ملاحظاتِ امنیتی و به ابتکارِ عبّاس جوانمرد، «کریم نصرت‌اللهی» آمده؛ ولی در تنظیمِ برنوشتِ مستقلِّ نمایشنامه نگرانی برطرف شده بود و نامِ درست («نصرت‌الله کریمی») درج شد. (جعفری، روح‌الله. گروه هنر ملی از آغاز تا پایان (۱۳۵۷–۱۳۳۵). تهران: انتشارات افراز. ۱۳۹۵. ص. ۵۳۷)
11. ↑  از حیدر غیایی، که همراهِ حمید رهنما به دعوتِ فریدون رهنما در ۱ آبانِ ۱۳۴۴ نمایش را دیده بود.
12. ↑  «. . . از این گذشته اگر اعلی حضرت می‌خواهند ببینند از کجا معلوم نمی‌خواهند همان‌هایی را ببینند که می‌گویید حذف کنیم؟!»
13. ↑  در نسخه‌هایی از پاسخ به تاریخ  (۱۳۵۹) نامِ بیضایی جزوِ حاصل‌های افتخارآمیزِ سیاستِ فرهنگیِ پهلویِ دوّم آمده است.

### ارجاعات
1. ↑  گفت و گوهای دفتر خاک، - با بهمن شعله‌ور / رادیو زمانه
2. ↑  بیضایی، «دیوان نمایش/۱»، ۲۰۴–۱۸۳.
3. ↑  بیضایی، «دیوان نمایش/۱»، ۱۹۱.
4. ↑  بیضایی، «دیوان نمایش/۱»، ۲۲۲–۲۰۵.
5. ↑  بیضایی، «دیوان نمایش/۱»، ۲۴۲–۲۲۳.
6. ↑  بیضایی، «دیوان نمایش/۱»، ۲۵۵–۲۴۳.
7. ↑  شیرزاد، «بررسی کتاب»، دقیقهٔ ۱۷.
8. ↑  −، «شاهنشاه و شهبانو»، ۱۳.
9. ↑  بیضایی، «یادداشت نویسنده و کارگردان «چهارراه»»، ۲۸۴.
10. ↑  Talajooy، «A Pahlevān's Dreams of Belonging»، 60.
11. ↑  بیضایی و دیگران، «موزاییک استعاره‌ها»، ۳۷.
12. ↑  بیضایی، «سالشمار زندگی و آثار بهرام بیضایی»، ۱۵–۲۸.
13. ↑  گلستان، «گفته‌ها»، ۱۳۷.
14. ↑  بیضایی، ««عشق و استعداد بازیگری» از کتابِ آیه‌های آه»، ۱۵۲.
15. ↑  ملک‌پور، «ادبیات نمایشی در ایران»، ۱۳۱.
16. ↑  جعفری، «گروه هنر ملی»، ۵۱.
17. ↑  جعفری، «گروه هنر ملی»، ۹۱.
18. ↑  بیضایی و  قوکاسیان، «گفت‌وگو با بهرام بیضایی»، ۲۶.
19. ↑  بیضایی و  قوکاسیان، «گفت‌وگو با بهرام بیضایی»، ۲۴.
20. ↑  جوانمرد، «دیدار با خویش»، ۱۸۳.
21. ↑  −، «بهرام بیضایی: آرزو داشتم نمایشنامه‌ی «از پشت شیشه‌ها» را در زمان حیات «رادی» اجرا کنم»، ایسنا.
22. ↑  Talajooy، «Guest Editor's Introduction: Beyzaie's Formation, Forms and Themes»، 690.
23. ↑  بیضایی، «سینمای هند»، ۶۵−۷۳.
24. ↑  بیضایی، «سالشمار زندگی و آثار بهرام بیضایی»، ۱۶.
25. ↑  جعفری، «گروه هنر ملی»، ۵۵۶.
26. ↑  بیضایی، پهلوان اکبر می‌میرد.
27. ↑  وفایی، صادق. ناشر شدن: تاریخ شفاهی صنعت نشر. تهران: مؤسسه انتشارات نگاه. ۱۴۰۴. ص. ۵۸.
28. ↑  بیضایی، «دیوان نمایش/۱»، شش.
29. ↑  بیضایی، «دیوان نمایش/۱»، شش و هفت.
30. ↑  اعتمادی، «پهلوان اکبر میمیرد ۲»، ۱۲.
31. ↑  آل احمد، «کارنامهٔ دوماهه − ۲»، ۱۶.
32. ↑  بیضایی، «روشنفکر تمام‌وقت»، ۱۱۴.
33. ↑  جعفری، «گروه هنر ملی»، ۵۴۵.
34. ↑  نویدی، «سگی در خرمن‌جا و چند نمایش‌نامه‌ی دیگر»، ۶.
35. ↑  نوری علاء و  شفیعی، «دو نظریه پیرامون جشنواره نمایشهای ایرانی»، ۴۷.
36. ↑  رهنما، «پهلوان اکبر می‌میرد»، ۳۱.
37. ↑  Yar-Shater, Development of Persian Drama in the Context of Cultural Confrontation, 36.
38. ↑  Rahnema، «L’histoire du théâtre moderne persan»، 87.
39. ↑  رادی، «دستی از دور»، ۲۷.
40. ↑  رادی، «دستی از دور»، ۲۸.
41. ↑  رادی، «دستی از دور»، ۲۶.
42. ↑  بیضایی، «هر کس یک فیلم خوب در ایران ساخته باشد، معلم من است»، ۲۰.
43. ↑  رادی، «دستی از دور»، ۲۹−۳۰.
44. ↑  رادی، «دستی از دور»، ۳۲.
45. ↑  جوانمرد، «گفت‌وگو با عباس جوانمرد: زبان بیضایی، شعر است»، ۱۷.
46. ↑  بیضایی و  صابر، «شیرِ دل‌خون»، ۱۲۴.
47. ↑  شایگان نیک، «نامه‌ها و اظهار نظرها»، ۷۰۲.
48. ↑  شیرزاد، «بررسی کتاب»، دقیقهٔ ۱۸.
49. ↑  نصیریان و  اکبری، «مخالف بودم با استبداد روشنفکری»، ۴۴.
50. ↑  شیرزاد، «بررسی کتاب»، دقیقهٔ ۲۰.
51. ↑  شیرزاد، «بررسی کتاب»، دقیقهٔ ۲۰.
52. ↑  Talajooy, Iranian Culture in Bahram Beyzaie’s Cinema and Theatre, 74.
53. ↑  بیضایی و  قوکاسیان، «گفت‌وگو با بهرام بیضایی»، ۱۶۳-۱۶۴.
54. ↑  بیضایی و  وزل، «سیری پرجذبه در دنیای جادوئی یک فیلمساز . . .»، ۵ و ۳۷.
55. ↑  جوانمرد، «دیدار با خویش»، ۴۰۷.
56. ↑  بیضائی و  رستگار، «تجربه‌های من در تئاتر و سینما»، ۱۲.
57. ↑  Yar-Shater, Development of Persian Drama in the Context of Cultural Confrontation, 36.
58. ↑  جوانمرد، «دیدار با خویش»، ۳۰۶.
59. ↑  جعفری، «گروه هنر ملی»، ۵۷۲–۵۷۱.
60. ↑  آل احمد، «کارنامهٔ دوماهه − ۲»، ۱۶.
61. ↑  −، «نمایش پهلوان اکبر با استقبال مردم روبرو شد»، ۱۱.
62. ↑  جعفری، «گروه هنر ملی»، ۵۴۶.
63. ↑  صیاد، «گزارشی از نخستین جشنواره‌ی نمایش‌های ایرانی»، ۱۰۰۴.
64. ↑  جوانمرد، «دیدار با خویش»، ۴۱۶.
65. ↑  ص. ۱۱
66. ↑  جعفری، «گروه هنر ملی»، ۵۳۷.
67. ↑  جوانمرد، «دیدار با خویش»، ۴۰۷.
68. ↑  جعفری، «گروه هنر ملی»، ۵۷۱.
69. ↑  شیرزاد، «بررسی کتاب»، دقیقهٔ ۱۵.
70. ↑  جوانمرد، «دیدار با خویش»، ۴۱۶.
71. ↑  جعفری، «گروه هنر ملی»، ۵۴۰.
72. ↑  −، «شاهنشاه و شهبانو»، ۱۶.
73. ↑  جوانمرد، «دیدار با خویش»، ۴۱۱.
74. ↑  کتابخانه پهلوی، «گاهنامه پنجاه سال شاهنشاهی پهلوی»، ۴:‎ ۱۵۳۴.
75. ↑  جوانمرد، «دیدار با خویش»، ۴۱۴–۴۱۱.
76. ↑  جعفری، «گروه هنر ملی»، ۵۷۵.
77. ↑  جعفری، «گروه هنر ملی»، ۵۷۶.
78. ↑  اسکویی، «پژوهشی در تاریخ تئاتر ایران»، ۲۴۸.
79. ↑  جوانمرد، «پدرخوانده: مردی در غبار منیّت»، ۱۴۶.
80. ↑  شیرزاد، «بررسی کتاب»، دقیقهٔ ۲۱.
81. ↑  جعفری، «گروه هنر ملی»، ۵۷۷.
82. ↑  شعاعی، «نمایشنامه و فیلم‌نامه در ایران»، ۸۹.
83. ↑  جعفری، «گروه هنر ملی»، ۸۳۳–۸۳۲.
84. ↑  شکیبایی و  طالبی‌نژاد، «رادیوی سبز»، ۲۱۵.
85. ↑  تهماسبی، «گفت‌وگو با خودم»، ۴۷.
86. ↑  داستان مرگ مشکوک یک پهلوان
87. ↑  نظرزاده، «فراسوی نگاتیوها»، ۲۸۸.